# Koniaków
Koniaków is een dorp in de Poolse woiwodschap Silezië. De plaats maakt deel uit van de gemeente Istebna en telt ponad 3 000 inwoners.